# Schoepfiaceae
Classification APG II (2003)
Classification APG III (2009)
Famille
Les Schoepfiaceae (les Schoepfiacées) sont une famille de plantes à fleurs dicotylédones de l'ordre des Santalales.

## Étymologie
Le nom vient du genre Schoepfia nommé en hommage au médecin, zoologiste et botaniste allemand Johann David Schöpf (1752–1800) qui collecta de nombreux spécimens botaniques en Nouvelle-Angleterre, Floride et aux îles Bahamas.

## Classification
Cette famille n'est pas acceptée en classification classique de Cronquist (1981) ou en classification phylogénétique APG (1998) et en classification phylogénétique APG II (2003).
Mais l'Angiosperm Phylogeny Website et le site de NCBI [9 juin 2006] acceptent cette famille, en comprenant le genre Schoepfia et deux autres. 
La validité de cette famille a été confirmée par la classification phylogénétique APG III (2009).

## Liste des genres
Selon Angiosperm Phylogeny Website (30 avr. 2010) :
- genre Arjona (placé par NCBI sous Santalaceae)
- genre Schoepfia
- genre Quinchamalium (placé par NCBI sous Santalaceae)

Selon NCBI (30 avr. 2010) :
- genre Schoepfia
  - Schoepfia arenaria
  - Schoepfia fragrans
  - Schoepfia jasminodora
  - Schoepfia schreberi
  - Schoepfia vacciniflora
  - Schoepfia sp. JKP4OCT96